# Effets des changements d'heure sur l'horloge circadienne de l'humain
Les effets du changement d'heure sur l'horloge circadienne de l'humain ne sont pas encore bien compris mais certaines études dénotent cependant plusieurs corrélations entre ces changements et des problèmes de sommeil et de santé.
Le changement d'heure est un évènement semi-annuel qui affecte plusieurs millions de personnes dans le monde. Il s’agit d’un changement au niveau de l’horloge sociale et non environnementale. Sachant que l’horloge circadienne de l'humain est influencée par l’exposition à la lumière, l’exposition à la lumière le soir, lors du changement vers l’heure d’été, crée des délais de phase alors que l’exposition à la lumière le matin, lors du changement vers l’heure d’hiver, crée des avances de phase. Il a été démontré que l'humain réagit mieux aux délais de phases. Des signaux environnementaux, comme le lever du soleil, se retrouvent décalés d'une heure au lendemain du changement d’heure, ce qui nécessite une adaptation, la période d’ensoleillement étant le signal le plus important pour l’entraînement de l’horloge circadienne de l'humain. Il a été démontré, notamment par des études sur les personnes totalement aveugles,,, que les signaux sociaux seulement ne sont pas efficaces dans l’entraînement de l’horloge circadienne humaine. Le changement comportemental de changer l’heure du coucher, en s’isolant par le fait même de la lumière et en fermant les paupières serait responsable de l’entraînement à une nouvelle horloge sociale.

## Effets sur le sommeil
Le cycle repos-activité a été étudié par Lahti et al. afin de déterminer si le changement vers l’heure d’été a un impact sur le sommeil. Le cycle de dix personnes en santé, situées dans le même fuseau horaire en Finlande, a été mesuré par actimétrie durant dix jours, soit quelques jours avant et après le changement d’heure, pour l’année 2003 et 2004. L’étude a démontré en moyenne que la durée de sommeil est diminuée de 60,14 minutes (P<0,01) et que l’efficacité du sommeil est diminuée de 10 % (P<0,01). Le changement vers l’heure d’été a donc un effet perturbateur sur le cycle circadien les 5 jours suivant le changement d’heure. Toutefois, les résultats ne peuvent pas être généralisés sur toute une population, car l’effectif de l’échantillon est très petit. Cela montre tout de même que l’horloge circadienne peut être perturbée lors du changement d'heure selon les individus . Une autre étude a été effectuée par Lahti et al. quelques années plus tard. La méthode de mesure était similaire, mais avec un groupe de personnes différent. Ils ont étudié un nouveau facteur : l’index de mouvement et de fragmentation du sommeil, qui reflète la qualité du sommeil. Ils ont remarqué que l'index augmentait lors des deux changements d'heure, mais à des pourcentages différents. En effet, l’index augmente en moyenne de 54 % après le changement d'heure à l’automne alors qu’il augmente de 37 % au printemps. Lors du changement vers l'heure d'hiver, certains stades du sommeil sont affectés. De ce fait, le stade où il y a des mouvements rapides des yeux augmente alors que les phases de sommeil profond diminuent, ce qui affecte la qualité du sommeil .
L’adaptation se fait différemment selon le chronotype de l’individu. Les jeunes enfants sont généralement des chronotypes matinaux, mais ont tendance à devenir des chronotype vespéraux (de nuit) au moment de la puberté. Une étude portant sur des adolescents d’âges différents a démontré que les types vespéraux sont plus affectés par le changement à l’heure d’été au printemps que les types matinaux dans la période de trois semaines suivant le changement. Les individus ont d'abord été séparés en trois groupes selon leur indice de chronotype. Les adolescents étudiés présentaient en effet une plus importante propension au sommeil pendant la journée lorsqu'ils étaient plus âgés et présentaient un chronotype vespéral par rapport aux adolescents plus jeunes et plus matinaux. Une autre étude sur des participants adultes a démontré que les types vespéraux s'adaptent moins bien au changement à l'heure d'été, alors que les types matinaux, eux, s'adaptent moins bien à l'heure d'hiver.

## Risques d’accidents
Selon plusieurs études,, il est possible d'observer une hausse des accidents de la route lors du passage vers l’heure d’été. En effet, la perte d’une heure de sommeil entraînerait une baisse de l’attention et le temps de réaction dans les activités quotidiennes, dont la conduite. L'effet contraire est également constaté  à l’automne lorsqu'une heure de sommeil est gagnée, puisqu’une réduction du taux d’accident est observée. On remarque une augmentation moyenne des accidents de 8% au passage à l’heure d’été tandis qu’une diminution de même ampleur est observée directement après le décalage à l'heure d’hiver.

## Risques sur la santé
Le changement d’heure peut aussi avoir des effets sur la santé. En effet, une étude portant sur l’infarctus aigu du myocarde a démontré qu’il y avait davantage d’infarctus une semaine suivant le changement d’heure au printemps alors qu’il n’y avait pas de différence significative à l’automne. Certains groupes sont plus vulnérables que d’autres, comme les personnes prenant de la médication pour des problèmes cardiaques ou ayant un bas taux de cholestérol et de triglycérides. Les fumeurs n’ont pas plus de risques de faire un infarctus que les non-fumeurs à la suite du changement d’heure. Les risques d’infarctus aigu du myocarde sont moins élevés chez les personnes ayant de l’hyperlipidémie et chez celles qui prennent des médicaments bloquant les canaux de calcium. Ainsi, il serait possible de cibler certains groupes afin de diminuer ou prévenir les risques d’infarctus aigu du myocarde.